# Колибри-2000
Колибри-2000 (РС-21) — российско-австралийский космический спутник, относящийся к категории микроспутников или малых космических аппаратов.
Колибри-2000 стал первым полнофункциональным микроспутником, успешно изготовленным в России. 
Работа над спутником началась в 1999 году.
Вывод Колибри-2000 на орбиту осуществлялся при помощи грузового корабля «Прогресс М1-7», стартовавшего с космодрома Байконур.
Спутник был запущен 20 марта 2002 года, а сведён с орбиты 3 мая 2002 года. Всего спутник проработал на околоземной орбите 45 суток.

### Описание
Вес Колибри-2000 составляет 20,5 килограмма. Спутник имеет шестигранную форму с максимальной высотой 515 мм. Высота вместе с гравитационной штангой составляет 2515 мм.
Питание спутника обеспечивается четырьмя солнечными батареями.

### Состав аппаратуры
«Колибри-2000» имел на борту комплекс научной аппаратуры для проведения научных работ и экспериментов на орбите. Для обеспечения управляемости спутник был снабжён командной радиолинией, а также системами служебной и научной телеметрии.
Борт был оборудован системой пассивного терморегулирования и гравитационной ориентации (последняя включала в себя активную магнитную систему компенсации колебаний).
Помимо этого, на борту размещался комплекс датчиков для сбора информации и приёма внешних сигналов. 
Беспрерывное слежение за полётом спутника и работой бортовых систем обеспечивал радиокружок из Калуги под руководством Александра Папкова. Для этого на спутнике был установлен их бортовой радиотелеметрический комплекс (БРТК).
В рамках этой работы по отслеживанию данных спутника, которая велась с применением радиочастот, спутник получил своё второе название — РС-21, что означает, что это 21-й по счёту спутник серии «Радио». Именно под таким названием спутник представлен на сайте Международной ассоциации радиолюбителей AMSAT. 
За время работы спутника было проведено 256 сеансов связи с Землёй. 

### Научная программа исследований
В список научных задач «Колибри-2000» входило две задачи. Первой из них было сравнительное исследование космической зоны над европейской территорией и Австралией (сравнение состояния околоземного космического пространства над высокотехногенным регионом и регионом с низкой технологической насыщенностью). Вторая задача, решать которую должен был «Колибри-2000» — это исследование вызывающих магнитные бури космических процессов в околоземной атмосфере. 

### Российско-австралийская учебная программа
Помимо научной программы исследований, у спутника имелись и учебные задачи. Последние включали в себя ознакомление студентов с работами по проектированию и изготовлению микроспутника, и написанию его программного обеспечения; также в список учебных задач входила возможность дистанционного наблюдения за пуском спутника на орбиту и его управлением во время работы на ней. Занимающиеся по этой учебной программе школьники имели возможность получить доступ к данным со спутника и принимать участие в анализе представленной информации.
Со стороны России в организации учебной программы приняла участие физико-техническая школа при Институте атомной энергетики (Обнинск), а со стороны Австралии — Knox Grammar School и Ravenswood School for Girls.

### Совместная работа с НАСА
Во время работы Колибри-2000 на орбите научной группой, работавшей со спутником, была согласована и проведена совместная с NASA программа «Коллинс».
Со стороны NASA в программе принимала участие курируемая этим космическим агентством группа сотрудников образовательной программы INSPIRE.
В рамках программы «Коллинс» совместные работы были проведены 1 и 2 мая 2002 года.